# El Collell (Rupit i Pruit)
el Collell és una masia a l'oest de la Rovira al terme de Rupit i Pruit (Osona) inclosa a l'Inventari del Patrimoni Arquitectònic de Catalunya.

## Arquitectura
Masia de planta rectangular amb coberta a dues vessants i amb el carener paral·lel a la façana, orientada a sud-oest. Consta de planta baixa i dos pisos. La façana presenta un portal centrat i amb motllures, de forma rectangular. A sobre hi ha una finestra i a la part dreta petites finestretes. A l'esquerra, a nivell de primer i segon pis s'obren galeries d'arc rebaixat i les de baix, més altes que les altres, són sostingudes per pilars amb els capitells motllurats. Al nord-oest s'hi adossen construccions complementàries a l'habitatge, una de les quals presenta una finestra goticitzant. Al sector sud-est hi ha una eixida a nivell del primer pis amb una teuladeta a la part dreta, la part de baix serveix de garatge. És construïda en pedra.

## Història
Al fogatge de la parròquia i terme de Sant Andreu de Pruyt de l'any 1553 apareix registrat un tal Francesc Collell.
El mas es degué ampliar vers el segle xvii, com es pot observar per alguns elements arquitectònics, i al segle xix, concretament al 1808, com indica el portal principal, degué sofrir noves modificacions.
Segons els estadants del mas se sap que la casa havia tingut oratori. Actualment s'ha convertit en restaurant.